# Gaediopsis simmondsi
Gaediopsis simmondsi är en tvåvingeart som beskrevs av Thompson 1963. Gaediopsis simmondsi ingår i släktet Gaediopsis och familjen parasitflugor. Inga underarter finns listade i Catalogue of Life.